# Кізлівська сільська рада (Буський район)
| Кізлівська сільська рада — орган місцевого самоврядування у Буському районі Львівської області з адміністративним центром у с. Кізлів. Історична дата утворення: 1 листопада 1976 року. Сільській раді підпорядковані населені пункти: - с. Кізлів - с. Думниця - с. Журатин |

## Склад ради
Рада складається з 14 депутатів та голови.

### Керівний склад ради
| ПІБ                     | Основні відомості                                                 | Дата обрання | Дата звільнення |
| ----------------------- | ----------------------------------------------------------------- | ------------ | --------------- |
| Бура Галина Ярославівна | Сільський голова, 1961 року народження, освіта, позапартійна      | 26.03.2006   | 31.10.2010      |
| Бура Галина Ярославівна | Сільський голова, 1967 року народження, освіта вища, позапартійна | 31.10.2010   |                 |

Примітка: таблиця складена за даними джерела